# Daetz-Stiftung
Die Daetz-Stiftung ist eine klassische Privatstiftung und verfolgt gemäß ihrer Satzung ausschließlich gemeinnützige Zwecke. Sie arbeitet rein operativ und nicht fördernd. Der Stiftungszweck umfasst die Förderung interkultureller Kompetenz und der Holzbildhauerkunst. 
Dier Stiftung wurde 1998 von Marlene und Peter Daetz (1930–2023) gegründet. Sie hatte bis 2022 ihren Sitz im Schlosspalais-Komplex des Daetz-Centrums Lichtenstein befindet sich seit 2022 in Mittweida.

## Zweck der Stiftung
Alle Programme der Daetz-Stiftung haben das Ziel, besseres gegenseitiges Verstehen der Menschen aus verschiedenen Kulturkreisen zu fördern.
Durch:
- Öffentliche Präsentation der stiftungseigenen Kunstgegenstände
- Förderung der Kunst, insbesondere der Holzbildhauerkunst aus fünf Kontinenten, als Medium der Vermittlung von Denkweisen, Traditionen, Glaubensformen und Erwartungen der Völker der Welt
- Vermittlung von interkulturellem Wissen durch Bildungsprogramme
- Einrichtung einer Fachbibliothek für die weltweite Holzbildhauerei und für die interkulturelle Wissensvermittlung

## Lichtensteiner Modell

Lichtensteiner Modell Logo

Das Lichtensteiner Modell soll Schülerinnen und Schüler interkulturell sensibilisieren. Es ergänzt die schulische Vermittlung eines klassisch länderspezifischen Fachwissens, indem es ein fächerübergreifendes Verständnis für Traditionen, Empfindlichkeiten und Denkweisen vermittelt.
Ziele des Bildungskonzeptes:
- Entwicklung der Empathie für andere Kulturen
- Kritische Betrachtung des Eigenen und Fremden
- Multiperspektivische Denkweise fördern
- Erkennen der Komplexität kultureller Dimensionen
- Sensibilisierung für Differenzen und Gemeinsamkeiten von Kulturen

## Auszeichnungen
Peter Daetz wurde 2001 mit dem Sächsischen Verdienstorden ausgezeichnet und erhielt 2004 vom Bundesverband Deutscher Stiftungen den Deutschen Stifterpreis. Die Stiftung ist u. a. Träger des Europäischen Kulturmarken-Awards 2017 in der Kategorie Europäisches Bildungsprogramm.